# Mary Siezgle
Maria Siezgle foi uma soldada do Exército da União na Guerra Civil Americana. O seu serviço militar começou como enfermeira, mas posteriormente juntou-se ao seu marido na 44.ª Infantaria de Nova York disfarçada como um homem. Ela foi uma das cinco mulheres reconhecidas por terem participado como combatentes na Batalha de Gettysburg.

## Legado
Em 1915, o New York Times publicou um artigo sobre o serviço militar de Siezgle.